# Jeux des petits États d'Europe 2013
Navigation
Liechtenstein 2011 Islande 2015
Les Jeux des petits États d'Europe 2013, également connus comme les XVe Jeux des petits États d'Europe ont eu lieu dans la ville de Luxembourg et les environs. Le slogan ainsi que le logo de ces Jeux est « Are you ready for the Games? » (en français, « Êtes-vous prêts pour les Jeux ? »). La cérémonie d'ouverture a eu lieu au stade Josy-Barthel le 27 mai 2013 tandis que la cérémonie de clôture a eu lieu à l'abbaye de Neumünster le 1er juin.

## Jeux

### Pays participants
762 athlètes de 9 nations différentes participent à ces Jeux. Le nombre d'athlètes d'un pays est indiqué dans les parenthèses à côté du nom des pays.
- Andorre (39)
- Chypre (137)
- Islande (125)
- Liechtenstein (37)
- Luxembourg (167) (Pays hôte)
- Malte (63)
- Monaco (93)
- Monténégro (12)
- Saint-Marin (89)

### Sports
10 sports sont présents lors de ces Jeux. Le basket-ball et la gymnastique artistique n'étaient pas présents lors des Jeux précédents en 2011 tandis que le squash, qui était présent en 2011, ne l'est plus en 2013.
- Athlétisme (36) (détails)
- Basket-ball (2) (détails)
- Cyclisme (6) (détails)
  -  Cyclisme sur route (4)
  -  VTT (2)
- Gymnastique (12) (détails)
- Judo (12) (détails)
- Tir (5) (détails)
- Natation (32) (détails)
- Tennis de table (6) (détails)
- Tennis (5) (détails)
- Volley-ball (4) (détails)
  -  Beach-volley (2)

### Sites
| Site                            | Sport(s)                                                        |
| ------------------------------- | --------------------------------------------------------------- |
| Coque (Kirchberg)               | Basketball, beach-volley, natation, tennis de table, volleyball |
| Stade Josy-Barthel (Luxembourg) | Athlétisme, gymnastique, tennis                                 |
| Tramsschapp (Limpertsberg)      | Judo, tir                                                       |
| Differdange                     | Trap                                                            |
| Cessange                        | Cyclisme                                                        |
| Hesperange                      | VTT                                                             |

### Calendrier[3]
| CO | Cérémonie d'ouverture | ● | Compétitions | 1 | Finale | CC | Cérémonie de clôture |

| Mai/Juin                 | Mai/Juin                 | Lun 27 | Mar 28 | Mer 29 | Jeu 30 | Ven 31 | Sam 1 | Total |
| ------------------------ | ------------------------ | ------ | ------ | ------ | ------ | ------ | ----- | ----- |
| Cérémonies               | Cérémonies               | CO     |        |        |        |        | CC    | 2     |
| Athlétisme               | Athlétisme               |        | 10     |        | 13     |        | 13    | 36    |
| Basket-ball              | Basket-ball              |        | ●      | ●      | ●      | ●      | 2     | 2     |
| Beach-volley             | Beach-volley             |        | ●      | ●      | ●      | ●      | 2     | 2     |
| Cyclisme                 | Cyclisme                 |        | 2      |        | 2      | 2      |       | 6     |
| Gymnastique              | Gymnastique              |        | 2      |        | 10     |        |       | 12    |
| Judo                     | Judo                     |        | 10     |        | 2      |        |       | 12    |
| Natation                 | Natation                 |        | 8      | 10     | 8      | 6      |       | 32    |
| Tennis de table          | Tennis de table          |        | ●      | 2      | 2      | ●      | 2     | 6     |
| Tennis                   | Tennis                   |        | ●      | ●      | ●      | 3      | 2     | 5     |
| Tir                      | Tir                      |        | ●      | 3      |        | 2      |       | 5     |
| Volley-ball              | Volley-ball              |        | ●      | ●      | ●      | 1      | 1     | 2     |
| Total des médailles d'or | Total des médailles d'or |        | 32     | 15     | 37     | 14     | 22    | 120   |
| Mai/Juin                 | Mai/Juin                 | Lun 27 | Mar 28 | Mer 29 | Jeu 30 | Ven 31 | Sam 1 | Total |

## Tableau des médailles
Légende
- Pays hôte

| Rang | Nation        | Or  | Argent | Bronze | Total |
| ---- | ------------- | --- | ------ | ------ | ----- |
| 1    | Luxembourg    | 36  | 39     | 31     | 106   |
| 2    | Islande       | 28  | 29     | 30     | 87    |
| 3    | Chypre        | 28  | 17     | 24     | 69    |
| 4    | Liechtenstein | 11  | 16     | 8      | 35    |
| 5    | Monténégro    | 9   | 0      | 2      | 11    |
| 6    | Monaco        | 7   | 8      | 15     | 30    |
| 7    | Malte         | 2   | 11     | 13     | 26    |
| 8    | Andorre       | 2   | 1      | 3      | 6     |
| 9    | Saint-Marin   | 1   | 4      | 9      | 14    |
|      | Total         | 124 | 125    | 135    | 384   |